# Внешняя алгебра

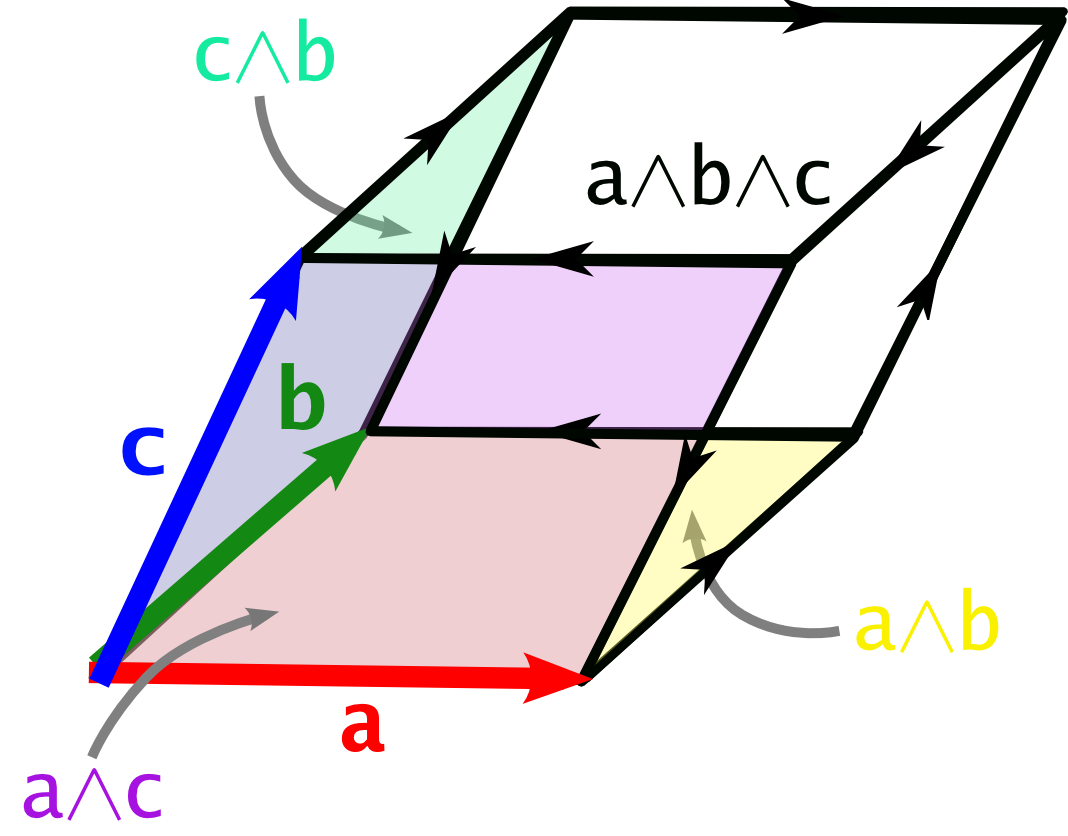
Ориентация, определяемая упорядоченным набором векторов

Внешняя алгебра, или алгебра Грассмана, — ассоциативная алгебра, используемая в геометрии при построении теории интегрирования в многомерных пространствах.
Впервые введена Грассманом в 1844 году.
Внешняя алгебра над пространством {\displaystyle V} обычно обозначается {\displaystyle {\textstyle \bigwedge }V}.
Важнейшим примером является алгебра дифференциальных форм на данном многообразии.

## Определение и связанные понятия
Внешней алгеброй {\displaystyle {\textstyle \bigwedge }V} векторного пространства {\displaystyle V} над полем {\displaystyle K} называют ассоциативную факторалгебру тензорной алгебры {\displaystyle T(V)} по двустороннему идеалу {\displaystyle I}, порождённому элементами вида {\displaystyle x\otimes x,x\in V}:
{\displaystyle {\textstyle \bigwedge }V=T(V)/I}.
Если характеристика поля {\displaystyle \operatorname {char} (K)\neq 2}, то идеал {\displaystyle I} в точности совпадает с идеалом, порождённым элементами вида {\displaystyle x\otimes y+y\otimes x}. 
Умножение {\displaystyle \wedge } в такой алгебре при этом называют внешним произведением. По построению оно антикоммутативно:
{\displaystyle x\wedge y=-(y\wedge x).}
k-й внешней степенью пространства {\displaystyle V} называют векторное пространство {\displaystyle \wedge ^{k}V}, порождённое элементами вида 
{\displaystyle x_{1}\wedge x_{2}\wedge \cdots \wedge x_{k},\quad x_{i}\in V,i=1,2,\ldots ,k,}
причём {\displaystyle \dim {\textstyle \bigwedge }^{k}V={\binom {n}{k}}\,} и {\displaystyle {\textstyle \bigwedge }^{k}V} = { 0 } при  k > n. 
Если {\displaystyle \dim V=n} и  { e1, …, en }  — базис {\displaystyle V}, то базисом {\displaystyle {\textstyle \bigwedge }^{k}V} является множество
{\displaystyle \{\,e_{i_{1}}\wedge e_{i_{2}}\wedge \cdots \wedge e_{i_{k}}~{\big |}~~k=1,2,\cdots ,n~~{\text{ и }}~~1\leqslant i_{1}<i_{2}<\cdots <i_{k}\leqslant n\,\}.}
Тогда 
{\displaystyle {\textstyle \bigwedge }(V)={\textstyle \bigwedge }^{0}(V)\oplus {\textstyle \bigwedge }^{1}(V)\oplus {\textstyle \bigwedge }^{2}(V)\oplus \cdots \oplus {\textstyle \bigwedge }^{n}(V),}
причём легко заметить, что внешняя алгебра естественным образом имеет градуировку: если {\displaystyle \alpha \in {\textstyle \bigwedge }^{k}\left(V\right)} и {\displaystyle \beta \in {\textstyle \bigwedge }^{p}\left(V\right)}, то
{\displaystyle \alpha \wedge \beta =(-1)^{kp}\beta \wedge \alpha \quad \in {\textstyle \bigwedge }^{k+p}\left(V\right).}

## Свойства
- Элементы пространства {\displaystyle {\textstyle \bigwedge }^{r}V} называются r-векторами. В случае, когда характеристика основного поля равна 0, их можно понимать также как кососимметрические r раз контравариантные тензоры над {\displaystyle V,} с операцией антисимметризированного (альтернированного) тензорного произведения, то есть внешнее произведение двух антисимметрических тензоров является композицией полной антисимметризации (альтернирования) по всем индексам с тензорным произведением.
  - В частности, внешнее произведение двух векторов можно понимать как следующий тензор:
{\displaystyle (\mathbf {a} \wedge \mathbf {b} )_{ij}=a_{i}b_{j}-a_{j}b_{i}.}
  - Замечание: Нет единого стандарта в том, что значит «антисимметризация». Например, многие авторы предпочитают формулу
{\displaystyle (\mathbf {a} \wedge \mathbf {b} )_{ij}=(a_{i}b_{j}-a_{j}b_{i})/2.}
- Внешний квадрат произвольного вектора {\displaystyle \omega \in \wedge ^{1}V} нулевой:

{\displaystyle \omega ^{\wedge 2}=\omega \wedge \omega =0.}
- Для r-векторов при чётном r это неверно. Например

{\displaystyle (\mathbf {e} _{1}\wedge \mathbf {e} _{2}+\mathbf {e} _{3}\wedge \mathbf {e} _{4})^{\wedge 2}=2\cdot \mathbf {e} _{1}\wedge \mathbf {e} _{2}\wedge \mathbf {e} _{3}\wedge \mathbf {e} _{4}.}
- Линейно независимые системы из {\displaystyle r}-векторов {\displaystyle x_{1},\dots ,x_{r}} и {\displaystyle y_{1},\dots ,y_{r}} из {\displaystyle V} порождают одно и то же подпространство тогда и только тогда, когда {\displaystyle r}-векторы {\displaystyle x_{1}\wedge \dots \wedge x_{r}} и {\displaystyle y_{1}\wedge \dots \wedge y_{r}} пропорциональны.